# Hensoldt AG

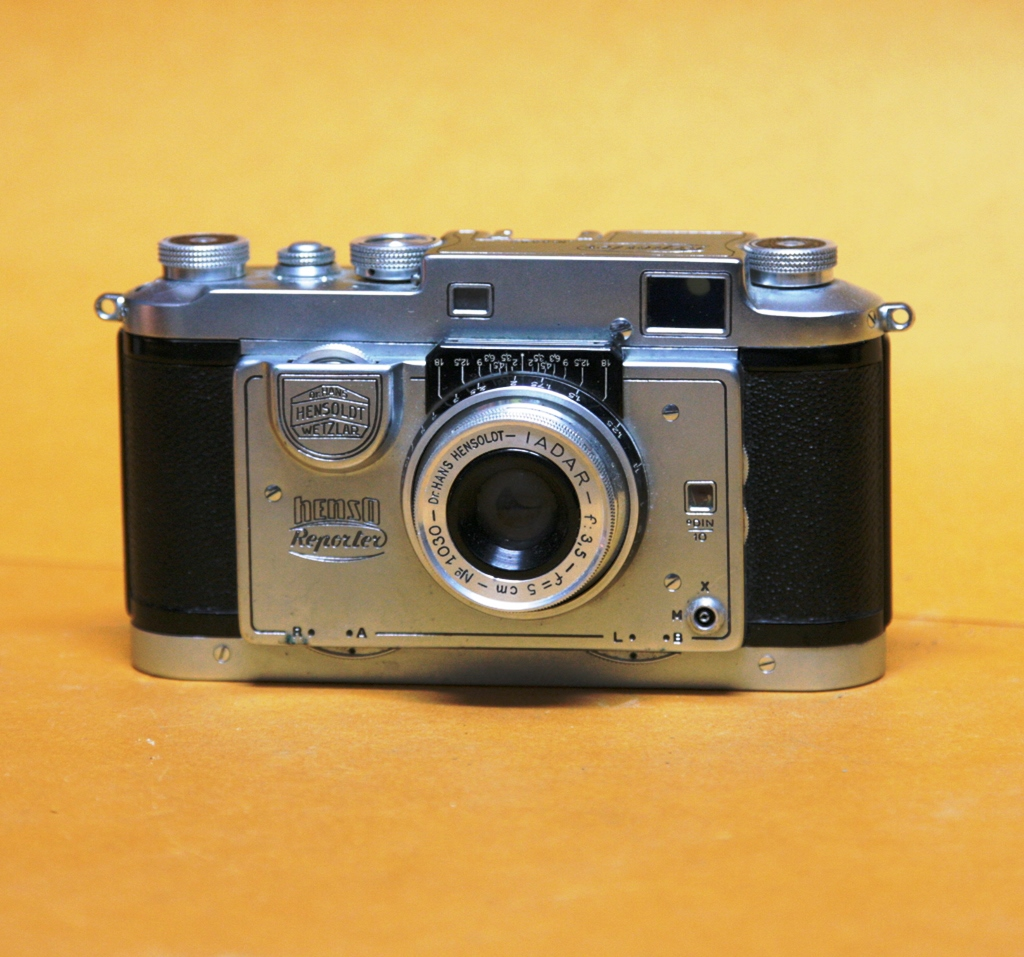
Hensoldt Henso Reporter 1953, fotocamera prodotta dalla ditta italiana ISO

La Hensoldt AG è stata un'industria di meccanica di precisione a Wetzlar produttrice di attrezzature ottiche e famosi binocoli; poi confluita nel colosso industriale tedesco Carl Zeiss AG nella divisione Carl Zeiss Sports Optics GmbH Wetzlar.

## Storia
Fondatore della azienda  nel 1898 fu Moritz Hensoldt geniale progettista ed inventore del famoso sistema del prisma a tetto e del pentaprisma.
Nel 1946 produce una macchina fotografica a basso costo la Hensoldt Publica con obiettivo Trixar 3.5/50 intercambiabile con innesto a vite tipo Leica.
Dopo il 1953 ha importato, per la Germania, le macchine fotografiche italiane della ditta ISO (Industria Scientifica Ottica) con il nome Henso Reporter ed Henso Standard, equivalenti alle italiane Iso Reporter e Iso Standard, dopo che a queste venivano applicati obiettivi tedeschi.